# Voorst
Voorst – gmina w prowincji Geldria w Holandii.

## Miejscowości
Appen, Bussloo, De Kar, De Vecht, De Wijk, Duistervoorde, Gietelo, Hofje, Klarenbeek, Klein-Amsterdam, Nijbroek, Posterenk, Spekhoek, Steenenkamer, Terwolde, Teuge, Twello, Voorst, Wilp, Wilp-Achterhoek.

## Znane osoby
- Anthony Winkler Prins (ur. 1817 w Voorst, zm. 1908), holenderski pisarz encyklopedii Winkler Prins